# Ionuț Balaur
Ionuţ Balaur là một cầu thủ bóng đá người România thi đấu ở vị trí trung vệ cho câu lạc bộ Liga I Voluntari.

## Sự nghiệp câu lạc bộ

### FC Vaslui
Balaur cầu thủ duy nhất của FC Vaslui sinh ra ở Vaslui. Anh có 1 lần ra sân từ ghế dự bị ở mùa giải 2006–07. Trong các mùa giải sau đó anh được cho mượn đến các đội bóng khác nhau như CSM Focșani hay CS Otopeni. Đầu mùa giải 2011-12 anh trở lại FC Vaslui. Mặc dù là một tiền đạo, anh thường được sử dụng như là một trung vệ sau chấn thương dài của Papp và Cânu và lệnh cấm chuyển nhượn của FC Vaslui. Anh có một vài trận xuất sắc tại Europa League và Liga I với vai trò trung vệ và được xem là cầu thủ quan trọng trong tương lai của đội bóng. Không may, anh dính chấn thương rất nặng vào tháng 1 năm 2012 và phải nghỉ thi đấu 6 tháng.

## Thống kê
| Câu lạc bộ | Mùa giải  | Giải vô địch | Giải vô địch | Cúp     | Cúp       | Châu Âu | Châu Âu   | Khác    | Khác      | Tổng cộng | Tổng cộng |
| Câu lạc bộ | Mùa giải  | Số trận      | Bàn thắng    | Số trận | Bàn thắng | Số trận | Bàn thắng | Số trận | Bàn thắng | Số trận   | Bàn thắng |
| ---------- | --------- | ------------ | ------------ | ------- | --------- | ------- | --------- | ------- | --------- | --------- | --------- |
| SC Vaslui  | 2006–07   | 1            | 0            | 0       | 0         | 0       | 0         | 0       | 0         | 1         | 0         |
| SC Vaslui  | 2011–12   | 9            | 1            | 2       | 0         | 4       | 0         | 0       | 0         | 15        | 1         |
| SC Vaslui  | 2013–14   | 14           | 1            | 2       | 0         | 0       | 0         | 0       | 0         | 16        | 1         |
| SC Vaslui  | Tổng cộng | 24           | 2            | 4       | 0         | 4       | 0         | 0       | 0         | 32        | 2         |

Thống kê chính xác đến trận đấu diễn ra ngày 3 tháng 5, 2014

## Danh hiệu
FC Voluntari
- Cúp bóng đá România: 2016–17